# ファン・モガ
ファン・モガ（朝鮮語: 황모과）は、韓国の女性小説家。韓国科学小説（SF）作家連帯の会員。ソウル出身、東京在住。

## 経歴
漫画家を夢みて来日、4カ所ほど漫画家の制作スタジオを経験したが、デビューに至らず挫折。その後、IT企業で6年間働いた。
東京居住中に韓国語で執筆した「モーメント・アーケード」で2019年第4回韓国科学文学賞中短編部門で大賞を受賞しデビュー。
2020年に韓国文化放送(MBC)で放映されたドラマシリーズ「SF8」の原作に短編「ARブラインドラブ」が選ばれる。
著書として、本作のほか日本の都市伝説を題材に日韓の友情を描いた「透明ランナー」など6作を収録した短編集『夜の顔たち』、中編『時計仕掛けのトッケビ』、長編『私たちが再び巡り逢える世界』などがある。
2021年に第8回韓国SFアワード優秀賞を受賞。

## 邦訳作品
- 『モーメント・アーケード』廣岡孝弥訳、クオン、韓国文学ショートショート、2022年4月
- 『透明ランナー』廣岡孝弥訳、2022年9月